# T14
Il carro armato pesante T14 era un progetto congiunto tra Gran Bretagna e Stati Uniti volto alla realizzazione di un carro armato che sarebbe stato utilizzato dagli eserciti dei due paesi.
Il progetto fu impostato nel 1941, ma proseguì a rilento. Il primo prototipo fu costruito nel 1944. Per quella data il carro T14 era già divenuto obsoleto.

## Storia
Il progetto del carro T14 nasceva dalle intenzioni di realizzare un mezzo che fosse meglio corazzato e meglio armato del Mk IV Churchill. Nel 1941 lo stato maggiore dell'Ordnance Department statunitense, il servizio tecnico dell'artiglieria, si recò in Gran Bretagna per discutere il progetto.
Il progetto del carro avrebbe dovuto condividere molte parti con il carro M4 Sherman, ma con una corazzatura due volte più spessa, pari a 100mm.  L'armamento principale sarebbe stato costituito dal cannone britannico 6 libbre, oppure dal 75 mm M3 statunitense.
Nel 1942 le Forze Armate britanniche ordinarono 8.500 esemplari ma il prototipo fu pronto solo nel 1944. Sottoposto alle prove si dimostrò troppo pesante per trovare un possibile impiego pratico. A quella data l'Esercito Britannico disponeva già da due anni del Churchill, dotato di caratteristiche simili ma ormai ben collaudato. Pertanto ogni ulteriore sviluppo del T14 venne interrotto.
Ne furono costruiti solo 2 esemplari: uno rimase negli Usa, l'altro fu spedito nel Regno Unito. Quest'ultimo esemplare è oggi esposto al Bovington Tank Museum.